# 井村仁美
井村 仁美（いむら ひとみ、1979年5月14日 - ）は、日本の元女子バレーボール選手、指導者。

## 来歴
宮崎県延岡市出身。小学2年よりバレーボールを始める。宮崎日大高校在学時にはインターハイや春高バレーなどを経験。
鹿屋体育大学在学中には、全日本インカレ2年連続準優勝に貢献し、自らもレシーブ賞を獲得した。2001年、Vリーグ武富士バンブーの内定選手となる。
2003年、第9回Vリーグにおいて新人賞に輝いた。また2004年から2006年にかけてチーム主将を務めた。2007年、現役引退。
2014年5月、デンソーエアリービーズのコーチに就任。
2016年10月、デンソーエアリービーズで選手兼コーチとして9年ぶりの現役復帰を発表した。
2017年8月、第15回女子U18（ユース）世界選手権大会、U18女子日本代表のコーチに就任。
2019年5月、第68回黒鷲旗全日本男女選抜大会をもって、デンソーエアリービーズを退団。同年9月には、公益財団法人日本バレーボール協会所属として、第16回女子U18（ユース）世界選手権大会のU18女子日本代表のコーチを務めた。
2024年現在は愛知県でスポーツインストラクターをしている。

## 所属チーム
- 市立旭小（旭ウィングス）
- 市立旭中
- 宮崎日大高校
- 鹿屋体育大学
- 武富士バンブー（2002-2007年）
- デンソーエアリービーズ（2016-2017年）

## 受賞歴
- 2003年 - 第9回Vリーグ 新人賞